# Fasornas hus
Fasornas hus (engelska: Miss Pinkerton) är en amerikansk långfilm från 1932 i regi av Lloyd Bacon, med Joan Blondell, George Brent, Ruth Hall och John Wray i rollerna.

## Handling
Sjuksköterskan Adams (Joan Blondell) blir kallad till ett stort och fint hus. Hon ska vårda den gamla kvinnan Juliet Mitchell (Elizabeth Patterson) som hittat sin brorson Herbert Wynn skjuten. Men var det ett mord eller självmord? Kriminalinspektör Patten (George Brent) bestämmer sig för att ta hjälp av den nyfikna sköterskan.

## Rollista
| Joan Blondell       | – Sjuksköterskan Adams     |
| George Brent        | – Kriminalinspektör Patten |
| Ruth Hall           | – Paula Brent              |
| John Wray           | – Hugo                     |
| Elizabeth Patterson | – Juliet Mitchell          |
| C. Henry Gordon     | – Dr. Stuart               |
| Holmes Herbert      | – Arthur Glenn             |
| Mary Doran          | – Florence Lenz            |
| Blanche Friderici   | – Mary                     |
| Nigel De Brulier    | – Coroner James A. Clemp   |